# 愛のしずく
『愛のしずく』（あいのしずく）は、日本の歌手・奥華子のインディーズ時代のミニアルバム。2000年2月8日に発売された。

## 解説
ライブ及びイベント会場のみで販売され、1,000枚限定で生産、後に完売となっている。全4曲+シークレットトラックの構成となっている。収録曲のうち3曲目は、このアルバム以外での音源は存在せず、貴重なものとなっている。

## 収録曲
- LSR-102

1. 愛のしずく
2. 月光
3. 積木
4. そんな気がした
5. （シークレット・トラック）

## レーベル情報
「LASSIE RECORDS」は、現存する以下の組織により運営されている（2010年1月現在）
LASSIE音楽企画
〒157-0062
東京都世田谷区南烏山3-11-20-211
TEL:03-5384-9107